# Huracán Dora
El huracán Dora fue la cuarta tormenta en ser nombrada, el segundo huracán y uno de los seis mayores huracanes de la temporada de huracanes del Atlántico de 1964. Dora fue el primer huracán y hasta el 2008 el único en tocar tierra en la región de la Primera Costa de Florida; más específicamente en el área metropolitana de Jacksonville. Antes de llegar a la costa del condado de St. Johns justo antes de medianoche del 10 de septiembre de 1964, ningún huracán había golpeado el noreste de la Florida desde el este desde que se tienen registros a partir de 1851.

## Historia meteorológica

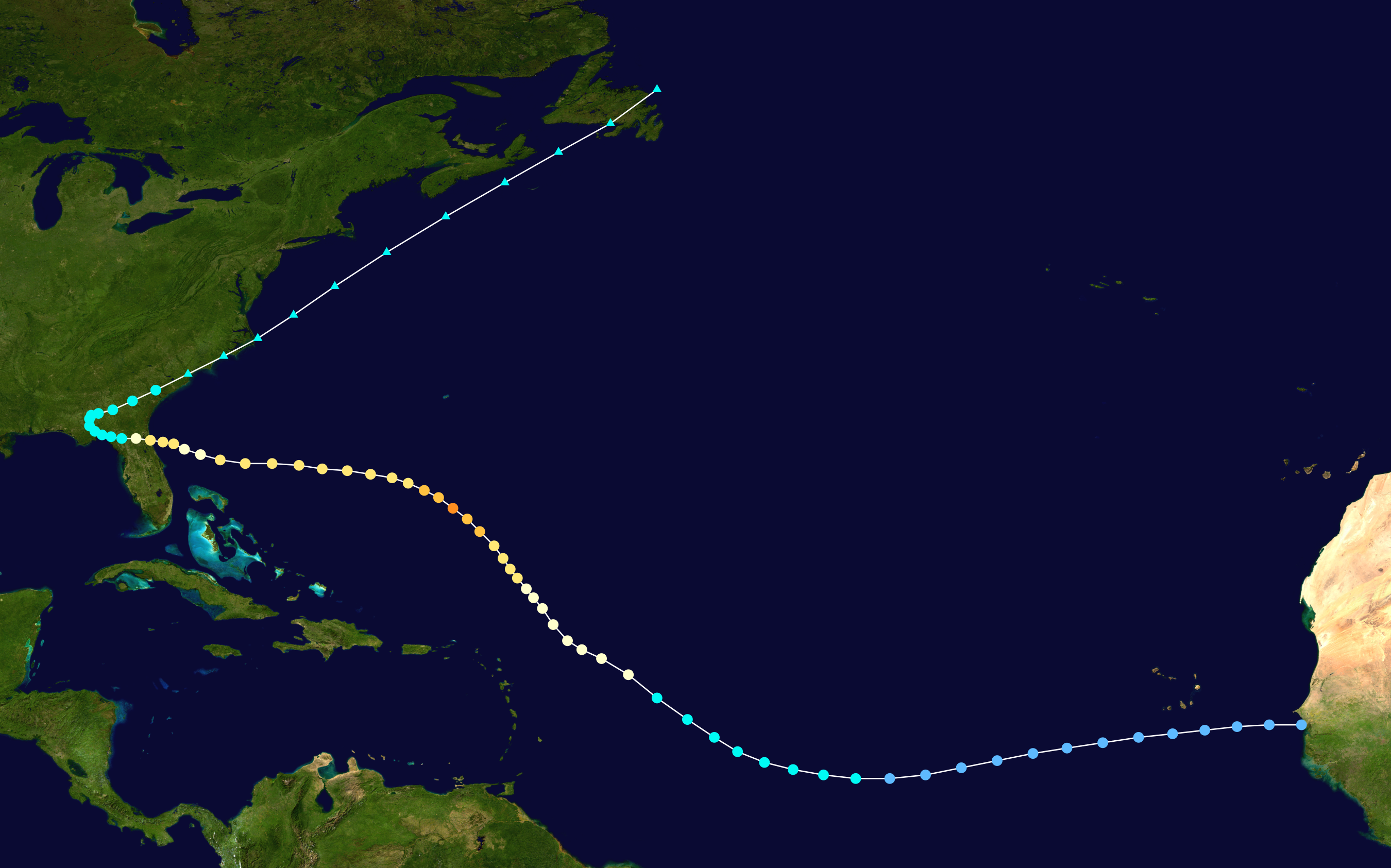
Trayectoria del huracán Dora, perteneciente a la temporada de huracanes en el Atlántico de 1964, siguiendo los colores de la escala de huracanes de Saffir-Simpson.